# Central Park

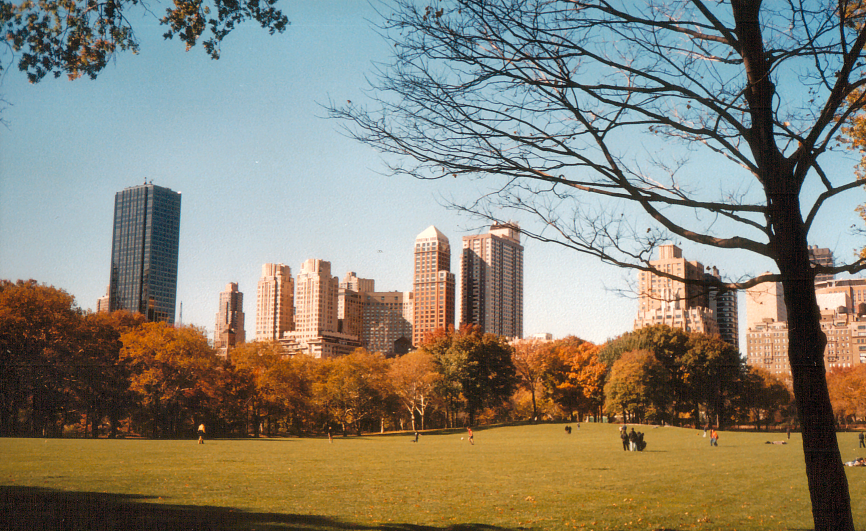
Central Park, i els gratacels de New York en segon pla.

Central Park (literalment Parc central) és un espai verd d'una superfície de 341 hectàrees (3,41 km², aproximadament 4 km de llarg per 800 metres d'ample), situat al borough de Manhattan a New York. És administrat per la Central Park Conservancy (comitè de salvaguarda de Central Park) que disposa d'un pressupost anual de 200 milions de dòlars, i és mantingut al mateix títol que els altres espais verds de la ciutat pel New York City Department of Parks and Recreation (Departament dels espais verds de la ciutat de New York). Central Park constitueix l'espai verd més gran de la ciutat de New York, si no es tenen en compte més que els cinc grans boroughs de la ciutat. Acabat el 1873 després de tretze anys de construcció, segons els plànols de Frederick Law Olmsted i Calvert Vaux (igualment a l'origen del Prospect Park de Brooklyn), Central Park representa una oasi de verdor enmig del bosc de gratacels de Manhattan, fins i tot si és situat al nord de l'illa on els edificis són menys elevats. És delimitat pel carrer 110 al nord, la Vuitena Avinguda a l'oest, el carrer 59 al sud i la Cinquena Avinguda a l'est. Aquests carrers són respectivament batejats Central Park North, Central Park West i Central Park South, i el parc és emmarcat per dos barris residencials: l'Upper East Side (a l'est) i l'Upper West Side (a l'oest). Amb de mitjana 25 milions de visitants anualment, Central Park és el parc més visitat als Estats Units.
El seu aspecte natural és el resultat d'un important treball paisatgista: el parc conté diversos llacs artificials (dels que el més important, The Jacqueline Kennedy Onassis Reservoir s'estén sobre 0,43 km²), camins de vianants, dues pistes de patinatge sobre gel, una zona de protecció de la vida salvatge i gespes per practicar esports i jocs a l'aire lliure. El parc és a més a més un «santuari» per als ocells migratoris, on nombrosos observadors venen a descobrir-los. Una carretera de 9,7 km de longitud, relativament poc sovintejada pels automobilistes, envolta el parc. Pot ser manllevada pels vianants, els corredors de fons, els ciclistes o fins i tot els adeptes al roller, sobretot el cap de setmana i entre setmana després de les set del vespre, quan la circulació en automòbil hi és totalment prohibida.

Emplaçament de Central Park

## Història

### Projecte i context

#### Necessitat d'un gran espai verd
Central Park és el primer gran parc públic d'haver estat condicionat a una ciutat americana. El projecte d'un gran espai verd situat al cor de New York no formava part del Commissioners' Plan de 1811, gran pla cadastral a l'origen del traçat actual dels carrers. El 1830, New York esdevé la ciutat més gran dels Estats Units, amb aproximadament 200000 habitants. Cap a 1850, la majoria dels Novaiorquesos resideixen al sud del carrer 38, a barris superpoblats i sorollosos i els habitants no disposen més que d'alguns espais verds condicionats en aquell temps, ben sovint dels cementiris, com el Green-Wood Cemetery a Brooklyn.
Quan la ciutat de New York es comença a estendre cap al nord de l'illa de Manhattan al segle xix, diverses veus reclamen la creació d'un espai de verdor, a imatge del Bosc de Boulogne a París (acabat el 1852) o de Hyde Park a Londres. Entre els que reclamen la construcció d'un parc, es troben el paisatgista Andrew Jackson Downing, i escriptors com George Bancroft i Washington Irving. El poeta i periodista del New Evening Post William Cullen Bryant, que és un dels suports del projecte, exigeix així que:
«La municipalitat obri un parc, un gran parc, un veritable parc, que, per a la sana diversió del poble, l'allunya de l'alcohol, del joc i dels vicis, per educar-lo en els bons costums i l'ordre.»
Proposa aleshores el 1850 que la municipalitat compri una parcel·la que qualifica de «terra en erm, lletja i repugnant» sobre la qual el projecte pot veure la llum.
El 1853, la legislatura de l'Estat de New York determina el seu emplaçament més enllà del carrer 42, aleshores límit nord de New York. Les autoritats estableixen un espai de 2,8 km² del carrer 59 al 106, entre la 5a i la 8a avinguda, amb un cost de més de 5 milions de dòlars, per a la compra de l'únic terreny.

#### Desenvolupament del projecte

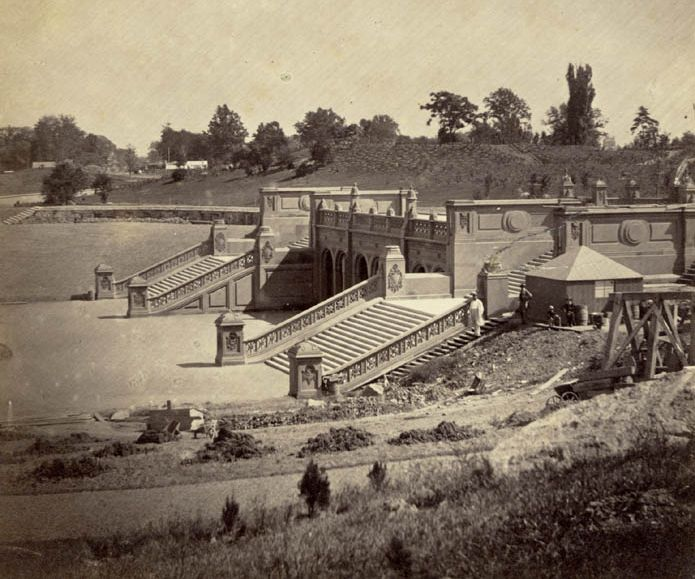
Fotografia de Central Park durant la construcció, el 1862.

L'Estat va designar així la Central Park Commission (comissió de Central Park) encarregada de supervisar el condicionament de l'espai verd. El 1857, es va organitzar un concurs per dissenyar els plànols del parc, i és el projecte del Greensward Plan de l'escriptor Frederick Law Olmsted i de l'arquitecte britànic Calvert Vaux el que va ser retingut. Segons Olmsted, el parc havia de ser: «D'una importància capital en tant que primer veritable parc del segle, i un desenvolupament democràtic de la major importància». Aquest punt de vista d'Olmsted era sens dubte degut als seus nombrosos viatges a Europa en el transcurs dels anys 1850, durant els quals havia visitat nombrosos parcs, i havia estat molt impressionat pel Birkenhead Park du Wirral, obert el 1847, i al fet que va ser el primer parc públic totalment construït al món. L'arranjament escultural va correspondre a Jacob Wrey Mould, i Andrew Haswell Green va esdevenir el president de la comissió de Central Park el 1857 lloc que va ocupar fins a 1871. Malgrat la seva manca d'experiència (tenia una formació en dret), va jugar un gran paper en la disposició del parc novaiorquès: el 1858, va negociar l'adquisició de 26 hectàrees suplementàries per desenvolupar-hi el projecte original. Gràcies a ell, Central Park creix cap al nord, fins al carrer 110, mentre que el parc no havia de superar el carrer 106.

#### Condicionament del terreny
Cap a 1850, el terreny designat era cobert d'aiguamolls, sembrat de grans roques i ocupat per nombrosos squatters, que criaven sobretot cabres i porcs, i que empraven de vegades l'espai com un abocador. Els primers treballs no van començar fins al 1857, data a la que Olmsted va ser nomenat superintendent de Central Park. Van durar en total dinou anys i el 150è aniversari del parc es va celebrar el 2003. Va caldre així destruir 300000m³ de roques amb explosius, drenar el terreny pantanós i aportar tres milions de metres cúbics de terra. 1500 obrers van treballar catorze hores al dia per tal de plantar 500000 arbres. Les tasques, acabades el 1869, van costar la vida a cinc treballadors i els treballs de construcció i d'excavació de Central Park van costar l'equivalent de 500 milions de dòlars actuals.
La construcció del parc plantejava també el problema de l'evacuació dels diferents habitants del lloc de la construcció del parc, que eren la majoria força pobres amb una majoria d'afroamericans, i d'immigrants d'origen irlandès o alemany. La majoria d'ells vivien a petits pobles abans que Manhattan fos totalment urbanitzada; entre aquests pobles, s'hi trobaven Seneca Village, Harsenville, el Piggery District o fins i tot el Convent of the Sisters of Charity. Van ser així unes 1600 persones que van ser expulsades en nom d'una expropiació per causa d'utilitat pública, el 1857: els pobles van ser arrasats per deixar lloc al futur parc.

### Concepció del parc

#### Els grans trets de la construcció

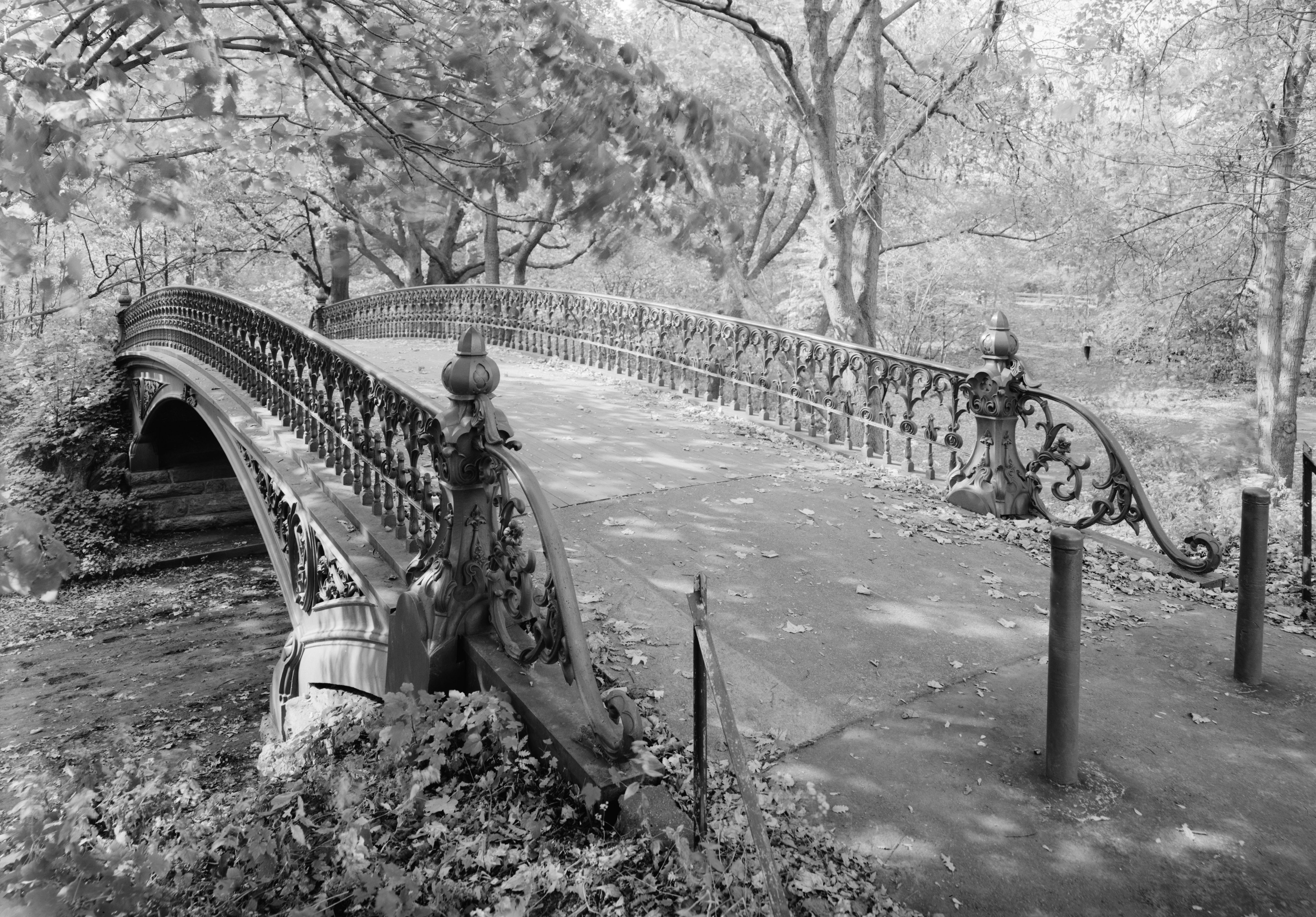
Un dels trenta-sis ponts de Central Park, en un estil neogòtic metàl·lic.

El projecte de Calvert era «una celebració de la monumental natura americana, concebuda per a ser accessible al major nombre». Les influències són variades, inspirades sobretot dels cementiris paisatgistes (el del Mont Auburn a Cambridge, Massachusetts o el de Green-Wood a Brooklyn), idíl·lics i naturistes. Els paisatgistes del parc es van entestar a reproduir diversos quadres: a l'est del parc, el paisatge és el de Kindred Spirits obra d'Asher Durand que exalta la bellesa dels boscos de les muntanyes Catskill, situades a un centenar de quilòmetres al nord de la ciutat New York. Les obres de Jervis McEntee i Thomas Cole van inspirar la Bethesda Terrace.
La principal innovació en la construcció de Central Park era la separació de les vies de circulació entre vianants, cavallers i vehicles de lleure, per tal de permetre a tots els tipus d'habitants de la ciutat o de turistes circular per la vila amb tota seguretat. El trànsit comercial utilitza carreteres completament amagades per arbusts i matolls, per no pertorbar la impressió de rusticitat dels llocs. Les vies transversals est-oest són enterrades sota el parc. El parc s'ha proveït a més a més de trenta-sis ponts construïts per Vaux, tots d'una arquitectura única, i construïts amb granit, esquist o bé en un estil més neogòtic en metall.

#### Olmsted i les seves tres parts

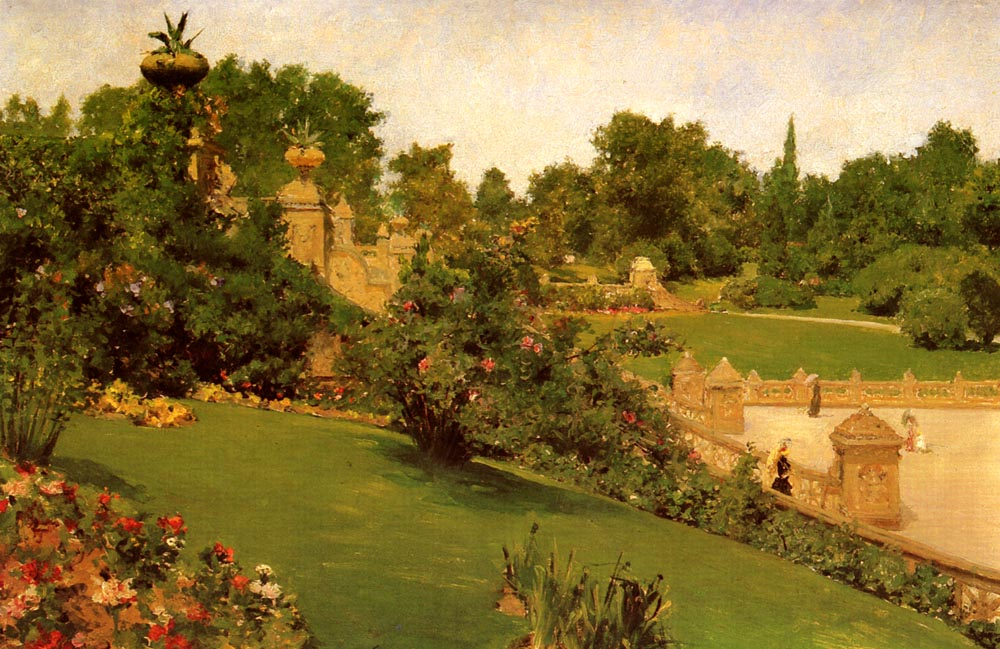
La William Merritt Terrace, el 1890.

L'objectiu de Frederick Law Olmsted era de separar el seu futur parc en tres parts. La primera part, «pastoral» havia de recordar, pels seus grans espais de verdor les grans planures verdoses d'Anglaterra. Una segona part, «pintoresca» devia afirmar l'estil escollit per a l'espai, i la tercera secció, «formal», acolliria una font, una bassa o un mirador susceptible d'esdevenir un lloc de trobada.
Durant la construcció del parc, Olmsted va estar en constant desacord amb els membres de la Central Park Commission, del que la majoria eren afiliats al Tammany Hall, organisme informal demòcrata. El 1860, va ser desposseït del seu lloc de Superintendent de Central Park, i reemplaçat per Andrew Haswell Green antic president del New York City's Board of Education, qui va ser nomenat president de la comissió. Malgrat la seva experiència relativament limitada, aquest darrer va aconseguir tanmateix accelerar la construcció, i negociar l'adquisició de la parcel·la addicional de 26 hectàrees, al nord del parc. El paper d'Olmsted va disminuir així en la construcció, i aquest va treballar aleshores per a la realització del Prospect Park, a Brooklyn.

### Evolució i declivi del parc

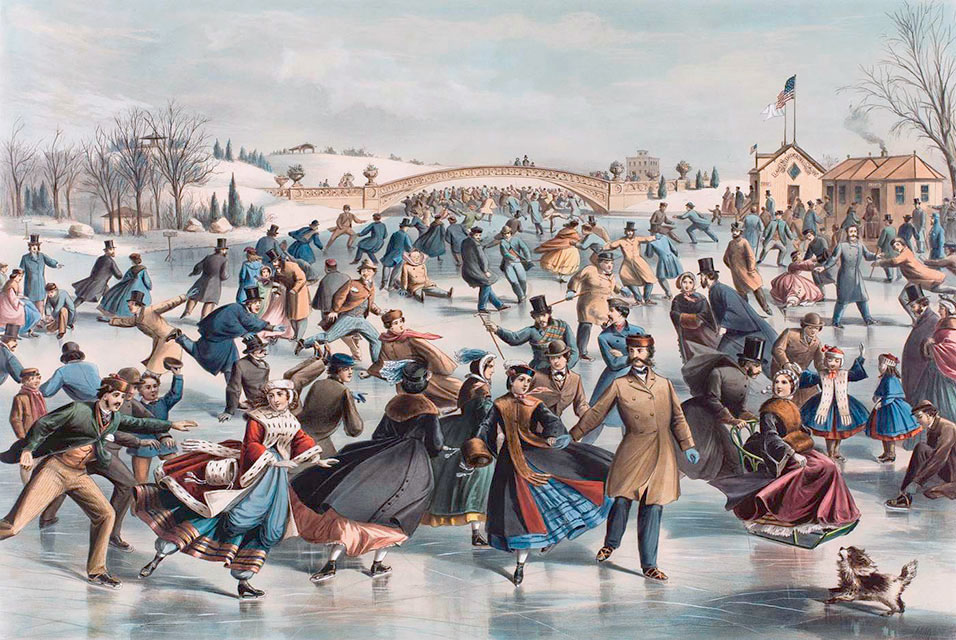
Patinatge dins Central Park, 1869

Central Park va esdevenir després del seu condicionament un dels centres d'activitats i de lleure favorit dels Novaiorquesos: al final del segle xix, era un lloc d'exhibició. El zoo de Central Park va obrir les portes en aquest context el 1864: és d'altra banda el més antic del país. El 1880, el Metropolitan Museum of Art, dissenyat per l'arquitecte Richard Morris Hunt, es va instal·lar a l'est del parc. Però Central Park ha conegut molt ràpidament dificultats, sobretot a conseqüència del desinterès del Tammany Hall, partit informal de tendència demòcrata molt influent a New York de la fi del segle xviii als anys 1960.
El començament del segle xx va ser igualment marcat per l'aparició de nous desafiaments per al parc. La invenció i després el desenvolupament de l'automòbil van conduir a un canvi de mentalitats, oferint als habitants de la ciutat més possibilitats d'evasió, i doncs a un desamor pel parc. Central Park es va fer aleshores més un lloc de trobades esportives, o un lloc recreatiu, amb una alteració de la qualitat de pulmó de «Big Apple» original. La dissolució de la Central Park Commission després de la sortida d'Andrew Haswell Green el 1870, la mort de Calvert Vaux, pare del projecte el 1895 van accelerar el declivi del parc, del qual el manteniment no era més que de manera sumària garantit. Els arbres morts ja no van ser progressivament reemplaçats, i els matolls i les plantes van començar a formiguejar sobre els antics grans espais de verdor. Durant diversos decennis, les autoritats no van fer res per protegir el parc d'un vandalisme creixent, així com de l'amuntegament de la brossa, en el que esdevenia progressivament un abocador públic.

### Alseglexx

#### Central Park i la Gran Depressió
La ciutat de New York va ser colpida de ple per la crisi de 1929 que es va manifestar a Wall Street. Els més afectats per la Gran Depressió van venir aleshores progressivament a protegir-se a l'antic espai verd. L'antiga reserva del Belvédère es va fer fins i tot un veritable barri de barraques, batejat de manera irònica Hooverville en referència al president Herbert Hoover, al capdavant del país de 1929 a 1933, i designat com el gran responsable de la crisi.
El 1934, el republicà Fiorello LaGuardia va ser escollit alcalde de New York, en ple període de crisi. Va trobar-se una ciutat devastada, i va intentar una vasta política de reconstrucció. El renaixement de Central Park era part dels seus objectius, fins i tot essent la situació del parc desastrosa: les antigues grans gespes, no mantingudes, s'havien convertit en grans espais de terra, sembrats per indrets de mates de gespa i de males herbes dimorfes; durant les grans calors, el parc era cobert de pols, mentre que durant els períodes humits era cobert de fang. Els antics passeigs van pagar també el preu dels anys d'erm, i els bancs que els vorejaven van ser la majoria destrossats.

#### Renaixement amb Robert Moses

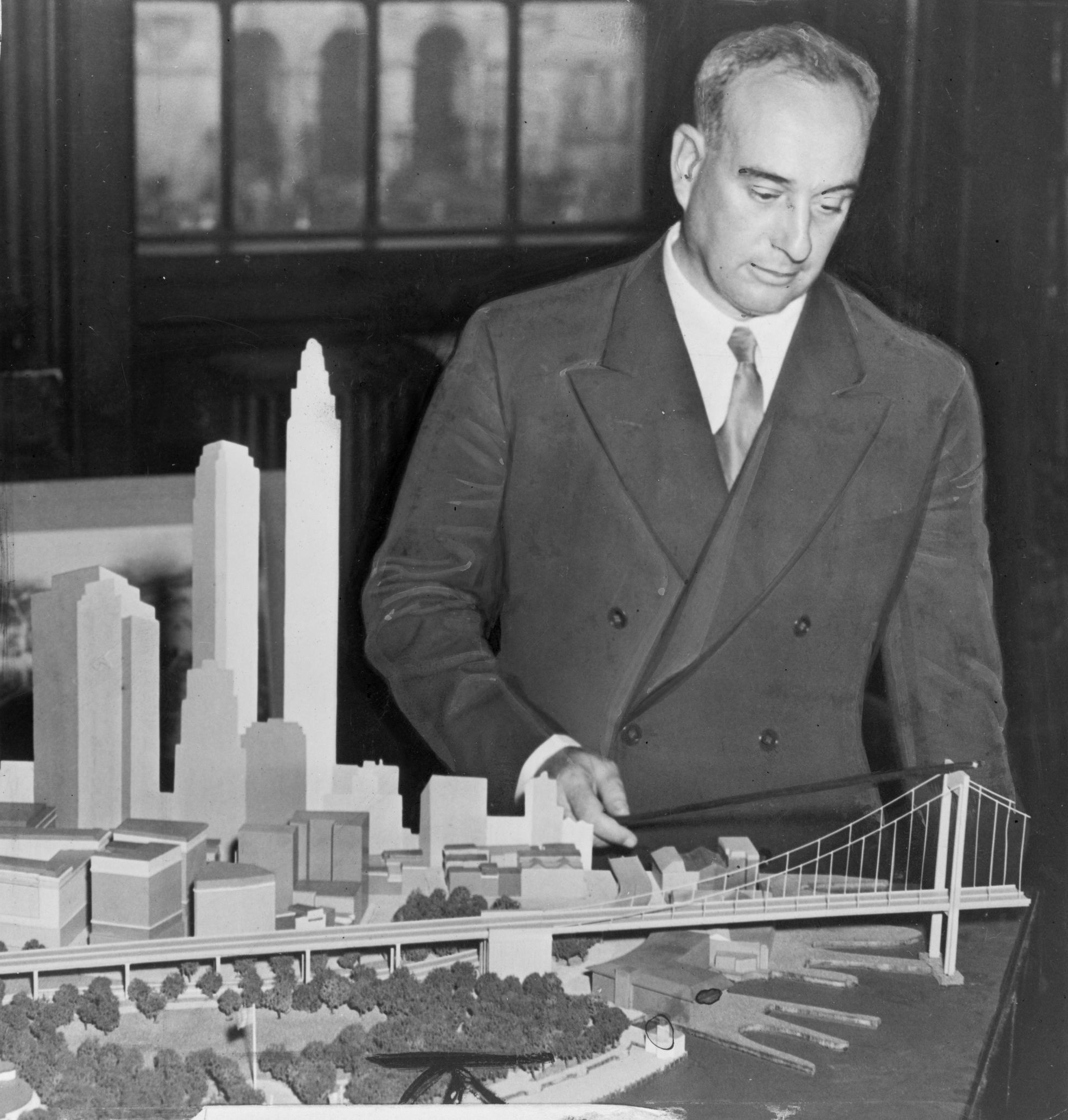
Robert Moses, presentant un projecte durant la fase de renovació de New York. Moses fou un artesà major del renaixement de Central Park, després de la crisi de 1929.

Per fer front a aquesta situació, que no afecta només Central Park sinó gairebé la totalitat dels espais verds de la ciutat, el nou alcalde va començar per unificar els cinc departaments encarregats dels parcs. Va confiar aleshores a Robert Moses la cura de rehabilitar Central Park i altres jardins públics de l'aglomeració. Moses desitjava fer del parc un lloc dedicat al lleure i als esports. Aconsegueix beneficiar-se del programa del New Deal de Roosevelt i va obtenir també l'aportació de finançament públic. Va garantir així una nova joventut al parc, sota la protecció d'un poderós defensor: la ciutat de New York i els seus habitants.
En un sol any, Moses va aconseguir rehabilitar no només Central Park, sinó també els altres espais verds de la ciutat: les gespes i flors van ser replantades, els arbres i els matolls morts reemplaçats, els murs i els ponts renovats. Canvis van ser fins i tot fets en el plànol i la configuració del parc. Així, l'antic Croton Reservoir va ser omplert per condicionar l'actual Great Lawn (gran gespa). El projecte original de «Greensward Plan» de Frederick Law Olmsted i Calvert Vaux d'un espai idíl·lic es combina perfectament amb els treballs de Robert Moses: hi són construïts dinou terrenys de joc, i dotze terrenys de beisbol i d'handbol.

#### Anys 1960 a 1980
El 1960, Robert Moses va deixar el seu lloc de Park Commissioner. Després de la seva sortida, el parc va conèixer de nou un període de degradació. Ningú no va ser a l'alçada de compensar aquesta pèrdua, ja que Moses tenia no només posat el parc en estat, també hi havia iniciat nombrosos altres projectes, que no van poder ser acabats tots. Aleshores el nombre de crims i delictes no va deixar d'augmentar: vandalisme, abocaments de brossa i grafits es van multiplicar. Paral·lelament, els finançaments es feien cada vegada més rars; aprofitant l'absència d'enllumenat públic i de vigilància, les bandes criminals van ocupar progressivament els passeigs de Central Park.
Tanmateix, durant els anys 1960-1970, Central Park continuava sent un lloc de concentració dels Novaiorquesos per a la saint Sylvestre, les marxes dels pacifistes i dels hippies: les manifestacions contra la guerra del Vietnam es van desenvolupar sobre la Great Lawn i el Sheep Meadow, però en un Central Park del que l'estat era prop d'aquell d'abans dels treballs de Moses.
Malgrat tot, les manifestacions van persistir; així, el festival anual Shakespeare in the Park va ser fundat el 1962 i va investir el Delacorte Theater. L'Orquestra Filharmònica de Nova York i el Metropolitan Opera organitzen concerts estivals sobre la Great Lawn. S'hi organitzen aleshores diversos concerts gegantins com els de Barbra Streisand el 1967 (150000 espectadors) i de Simon and Garfunkel, que va reunir 500000 persones el 1981.
A mitjans dels anys 1970, diverses associacions van fer pressió sobre l'alcalde Edward Koch i el Commissioner de l'època, Gordon Davis, per tal de reformar l'administració del parc. Aleshores va ser fundat el Central Park Conservancy el 1980, presidit per Bill Beinecke i administrat per Betsy Barlow Rogers. L'associació de veïns, de la que Jacqueline Kennedy-Onassis en formava part, es va encarregar de la restauració del parc i de la tornada de la seguretat. En una vintena d'anys, 320 milions de dòlars de donacions privades van permetre el finançament de les tasques.

#### El parc d'ençà 1980

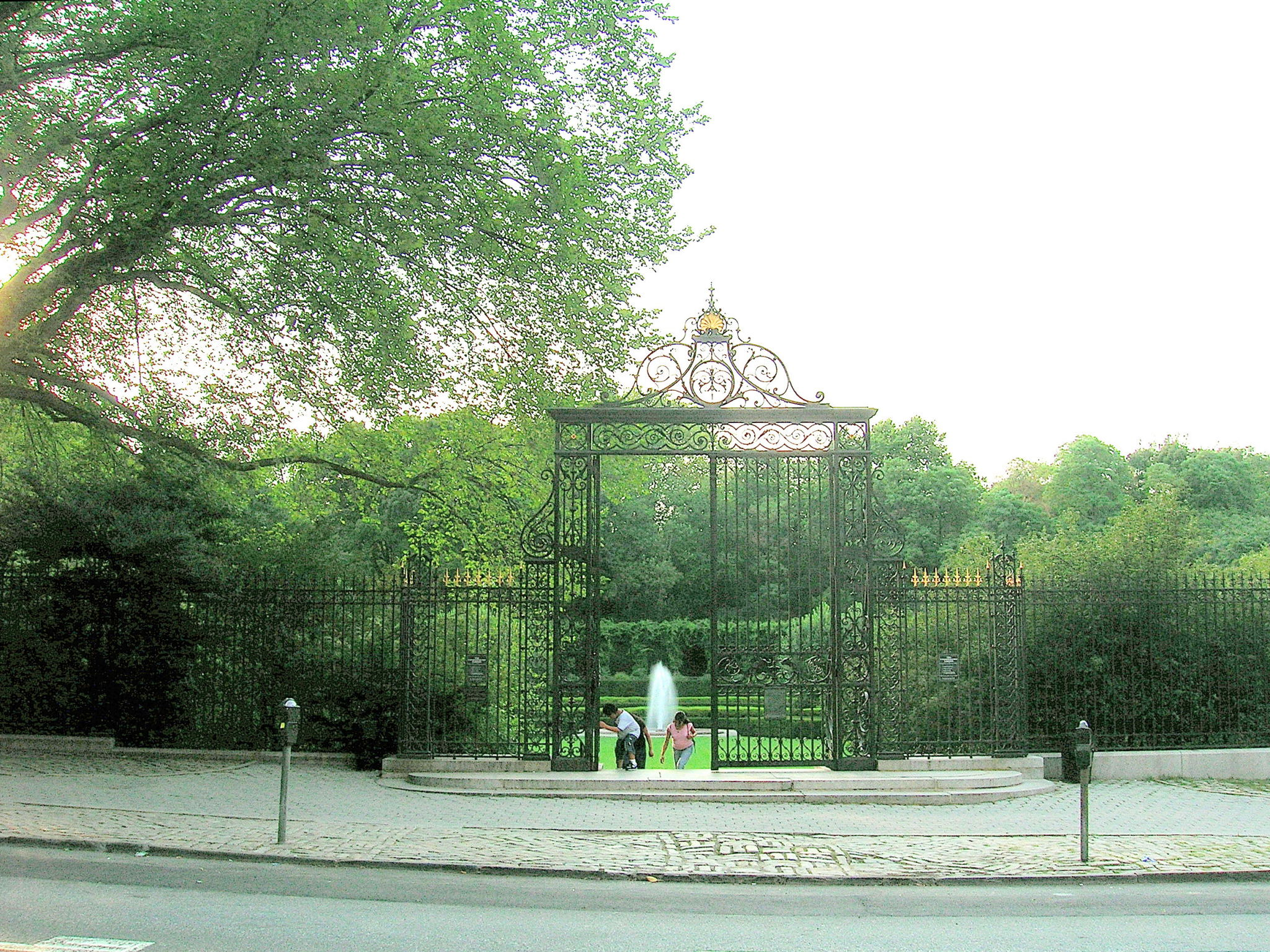
Central Park, torna a ser un lloc verdós i acollidor...

D'ençà la formació del Central Park Conservancy, els fundadors es van negar a fundar una nova organització, sobre la base dels elevats costos que implicaria. Al seu lloc, van decidir fer una crida, per tal de sensibilitzar els Novaiorquesos, fent-los comprendre que el parc formava part de la identitat de la ciutat.
El Central Park Conservancy va cooperar amb el Park Commissioner, prenent totes les responsabilitats per al manteniment i la restauració del parc, publicant el 1981 un article titulat Reconstruire Central Park per als anys 1980 i més enllà, tret de sortida d'una vasta política de restauració.
L'article preveia tres tasques principals, jutjades essencials en l'òptica d'una restauració durable del parc. Al principi, l'heretatge arquitectural del parc havia de ser restaurat (no només el paisatge i el medi ambient, sinó també els ponts, els edificis, i les diverses estructures víctimes de negligència durant vint anys). A més a més d'allò, el text preveia sembrar gespa, i garantir un manteniment igual de totes les parts del parc. El tercer objectiu era de millorar la seguretat sobretot a la nit, per tal d'atreure més turistes, per als que l'atractiu del parc havia estat altament alterat per la inseguretat creixent que hi regnava.
Al llarg dels anys, nombroses estructures van ser restaurades, després de nombroses hores de voluntariat. El 2004, es van comptar 32000 hores de treball, en particular per als treballs de restauració de l'Heckscher playground, espai de 12 hectàrees comprenent un edifici, diversos espais de gespa, així com anivellaments rocallosos. El 1995, va ser el torn de la Great Lawn de beneficiar-se del Central Park Conservancy que li va retornar el seu esclat.

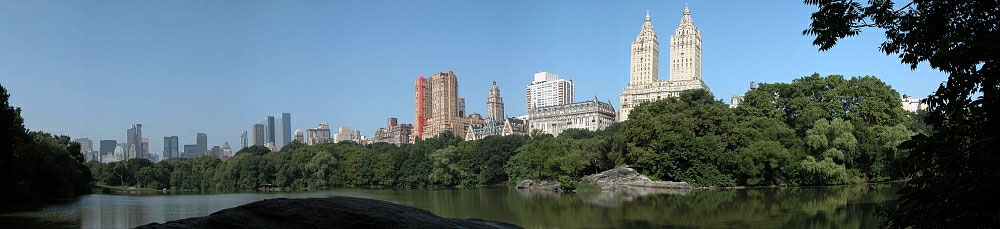
Central Park el 2004, amb en segon pla els gratacels de l'Upper West Side, on es veuen els San Remo Apartments, i el Dakota Building.

## Elements de Central Park

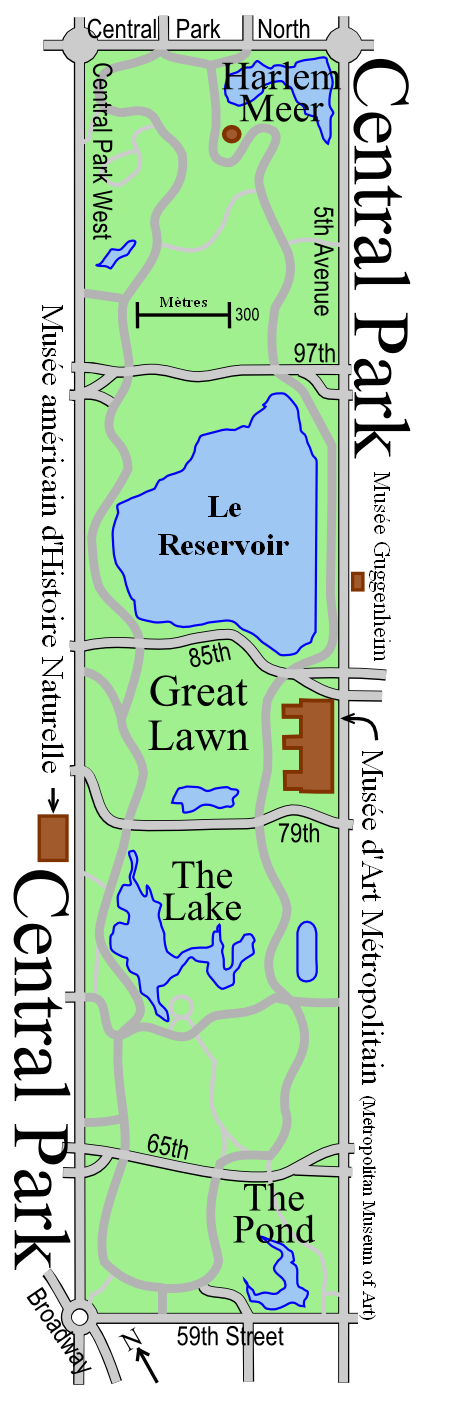
El plànol de Central Park

### Praderies i jardins
Central Park està compost de diversos grans espais de gespa, sobre els que els turistes, i els Novaiorquesos, tenen el costum de venir passar el seu temps lliure. Però el parc també és ple de jardins. El major espai de gespa del parc és la Great Lawn (literalment gran gespa) que és situada al cor de Central Park, a nivell del Metropolitan Museum of Art, i de l'American Museum of Natural History, dos dels museus més cèlebres de la ciutat. La Great Lawn, molt sovint fotografiada ocupada de centenars de persones, pren la major part de l'espai rectangular abans cobert pel Lower Reservoir, d'una superfície de catorze hectàrees.
A nivell del carrer 72, és a dir davant el Dakota Building, el Strawberry Fields, rendeix homenatge al cantant dels Beatles John Lennon, assassinat prop del Dakota Building per Mark David Chapman, un desequilibrat el 8 de desembre de 1980. El Strawberry Fields va ser inaugurat el dia de l'aniversari de John Lennon, el 9 d'octubre de 1985, en presència de la seva vídua Yoko Ono, que s'havia encarregat del projecte a alçada d'un milió de dòlars.
El sud-est del parc conté a més a més el Central Park Zoo, administrat per la Wildlife Conservation Society. Aquest darrer està dividit en tres zones climàtiques, de les que una reconstrueix un bosc tropical humit. El zoo protegeix més de cent espècies diferents. El Conservatory Garden, jardí botànic dissenyat per Gilmore D. Clarke és per la seva banda situat al nord del parc. L'entrada es troba sobre la 5a avinguda, a nivell del carrer 105. A més a més, d'ençà 1916, el Shakespeare Garden, inaugurat tres segles després de la mort de l'escriptor protegeix les diferents espècies vegetals.

### Basses
Central Park conté diverses basses, anant del senzill estany al veritable llac artificial. La principal bassa de Central Park és el Reservoir, que porta el nom de Jacqueline Kennedy-Onassis reservoir d'ençà de 1994. S'ha excavat de 1858 a 1862 i cobreix un espai comprès entre el carrer 86 i el carrer 96. D'una superfície de 42,9 hectàrees, ateny per indrets una profunditat de més de dotze metres, i conté diversos milers de milions de litres d'aigua. El Reservoir és sobretot conegut pels Novaiorquesos per la pista de jòguing de 2,54 km que l'envolta, i que acull cada dia milers d'esportistes que hi fan el tomb.
El Reservoir és de lluny la major bassa de Central Park, davant tres altres llacs artificials. Al sud de la Great Lawn, The Lake s'allarga sobre prop de 7,3 hectàrees. Construït sobre un antic aiguamoll, havia estat imaginat per Olmsted i Vaux per acollir vaixells a l'estiu, i patinadors sobre gel a l'hivern. The Lake va ser obert als patinadors el desembre de 1858, mentre que la resta del parc encara estava en construcció. A l'extrem nord-est del parc, a nivell del carrer 110, el Harlem Meer (llac de Harlem en neerlandès, batejat en honor d'una de les primeres comunitats establertes a la regió) s'estira sobre prop de 4,5 hectàrees. Molt boscós, el llac, envoltat de roures, de xiprers i de faigs, no va ser construït fins després de l'acabament del sud del parc. Harlem Meer té a més a més la particularitat d'autoritzar els visitants a pescar, a condició d'amollar els peixos tot seguit. Finalment la tercera principal bassa està situada a la cantonada sud-est. Es tracta del Pond (literalment la bassa), d'una superfície d'1,4 hectàrees. El Pond, del que la forma recorda la d'una coma, està situat a nivell de l'entrada més manllevada de Central Park, sota el nivell del mar, el que permet atenuar els diferents sorolls de la ciutat, i de generar una atmosfera de tranquil·la embargadora a ple cor de New York.

### Edificis i monuments
Diverses construccions, més o menys importants i més o menys cèlebres, omplen Central Park:
- La més important és el Belvedere Castle, situat sobre el Vista Rock. Es tracta d'un veritable castell, construït en un estil escocès el 1869. L'edifici acull avui instal·lacions de l'observatori meteorològic de New York, però és igualment molt preuat dels turistes pel panorama de 360 graus que ofereix sobre el parc i els seus voltants. A més a més, dins del castell, el Henry Luce Nature Observatory ofereix una mostra de la fauna i de la flora presents al parc.[20]

- La Bethesda Fountain, situada a Bethesda Terrace que es troba a The Lake.

- El memorial Strawberry Fields, dedicat a la memòria del músic John Lennon.

## Esdeveniments

### Esport
Central Park és un lloc molt apreciat pels esportistes. El perímetre del parc és de 9,65 km, i nombroses pistes dins del parc (la West Drive, l'East Drive, i sobretot la Reservoir Running Track (pista de jòguing del The Jacqueline Kennedy Onassis Reservoir), de 2,54 km de llarg) constitueixen un paradís per als corredors, ciclistes, i altres skaters. Hi tenen lloc curses gairebé tots els caps de setmana, la majoria organitzades pels New York Road Runners, una associació que compta més de 40000 membres, i és també encarregada de la Marató de New York, que s'acaba d'altra banda cada any a Central Park, a l'alçada del Tavern on the Green, un restaurant molt preuat. Però s'hi organitzen nombroses altres curses professionals al parc cada any. A més a més, el parc té una llarga tradició de lloc de pràctica del patinatge sobre gel, i de l'equitació, aquesta darrera activitat s'ha mantingut en el transcurs dels anys gràcies a la Claremont Riding Academy (acadèmia d'equitació Claremont) fundada el 1892.

### Divertiment
L'Orquestra Filharmònica de Nova York fa un concert a l'aire lliure cada estiu sobre la gespa del parc i el Metropolitan Opera hi presenta dues obres. Regularment hi són també organitzats concerts de música pop. Es pot esmentar la reformació mediàtica del duo Simon and Garfunkel, el 19 de setembre de 1981, que va tenir lloc al parc durant un concert gratuït al que van assistir-hi més de 500000 espectadors i que va donar lloc a un àlbum en directe. Diana Ross hi ha cantat també el 1983.

Cada estiu, el Teatre Públic hi produeix representacions gratuïtes, que posen sovint en escena actors i comediants de renom. Un gran nombre d'obres pertanyen al repertori de William Shakespeare. 

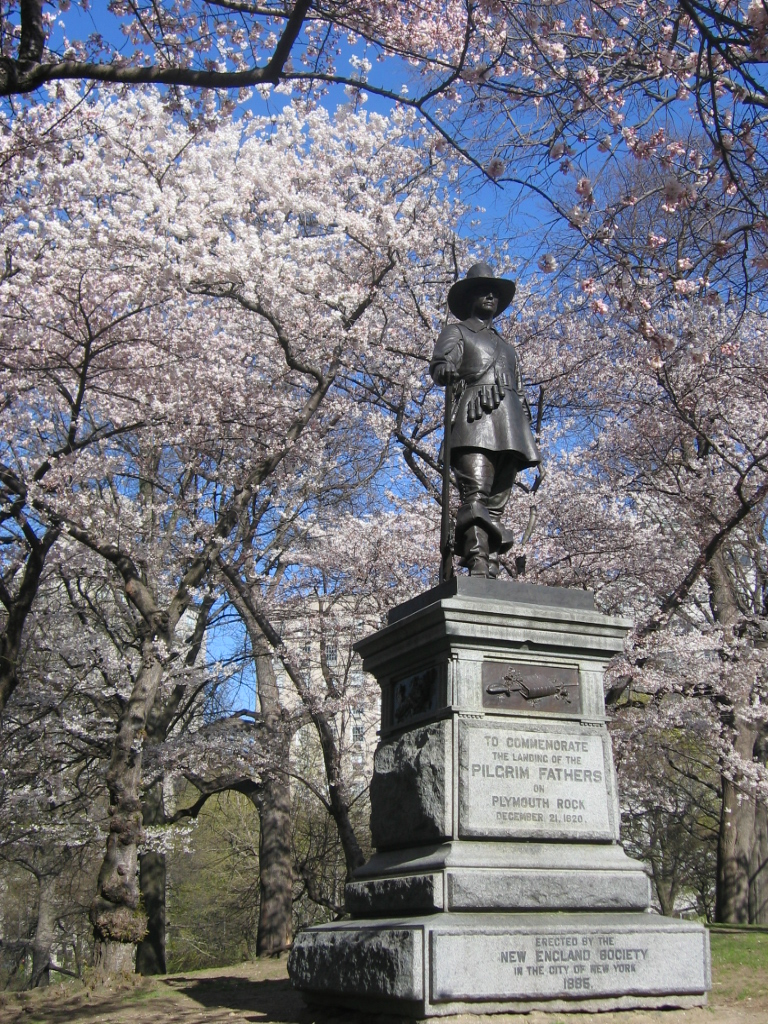
Estàtua d'un pare pelegrí, 1885, Central Park

 A més el Summerstage festival presenta de juny a agost nombrosos artistes del món sencer durant els concerts a l'aire lliure.
The Frick Collection, un museu d'art ric en pintures europees de l'Edat Mitjana al segle xix que conté també peces de mobiliari i escultures, es troba just a l'est de Central Park, al carrer 70. A l'altura del carrer 89 es troba igualment el museu Guggenheim que agrupa col·leccions d'art modern i contemporani i que presenta prestigioses exposicions a la seva famosa hèlice central.

### Pels infants
A més a més dels 21 terrenys d'esport del que el parc està proveït, Central Park proposa nombroses activitats als infants, entre les quals hi ha un teatre de titelles situat al Swedish Cottage, reproducció d'una escola sueca típica del segle xix.

## Fauna i flora del parc

### Flora
Amb les seves 341 hectàrees de verdor, Central Park representa el més vast espai verd de Manhattan. Posseeix una de les darreres plantacions d'oms americans al nord-est dels Estats Units. N'hi ha 1700, protegits pel seu aïllament de la malaltia de la grafiosi, provocada per un bolet paràsit que ha destruït la majoria dels oms americans d'ençà 1928. El parc conté un total de 250000 arbres i matolls.

### Fauna
Central Park és el punt de sortida de la invasió dels estornells, que s'han estès arreu d'Amèrica del Nord. Es considera que un individu sobre quatre als Estats Units troba el seu origen a Central Park.
El 2002, s'ha descobert al parc una nova espècie de centpeus. Aquest animal, un artròpode, mesura una mica més d'un centímetre de longitud, el que en fa un dels més petits de la seva categoria. Se l'ha anomenat «Nannarrup hoffmani» (en honor del seu descobridor), viu en els fullatges en descomposició i s'alimenta de les restes orgàniques que s'acumulen sota els arbres.
El parc urbà acull 270 espècies d'ocells i 14 espècies de mamífers (conills, marmotes, esquirols, ossos rentadors…). Se situa sobre la ruta atlàntica dels ocells migratoris que s'hi aturen.
Al matí, a Turtle Pond, s'hi poden veure agrós argentats, i aproximadament 80000 peixos evolucionen en un Harlem Meer.

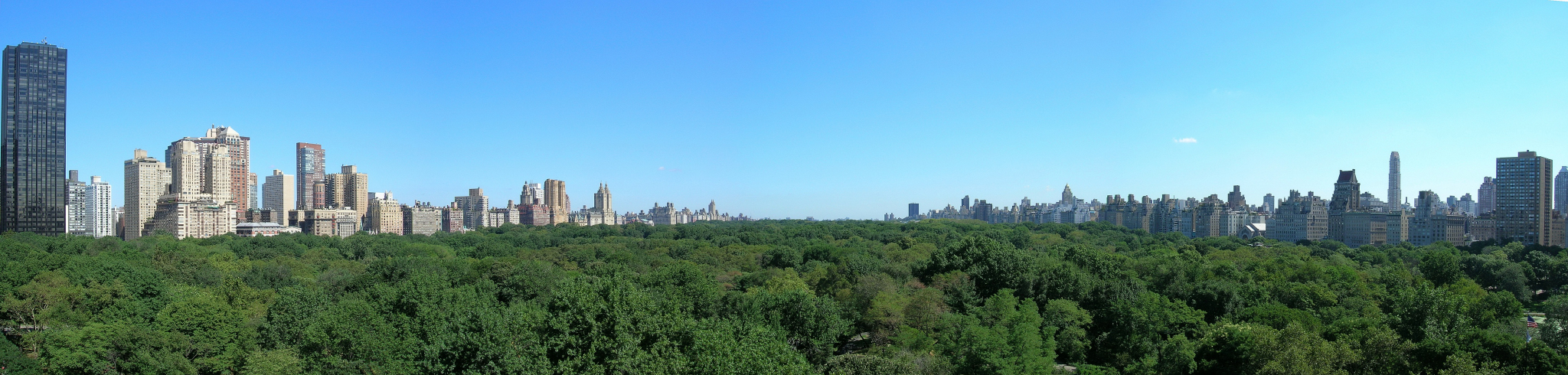
Central Park vist del sud

## Criminalitat

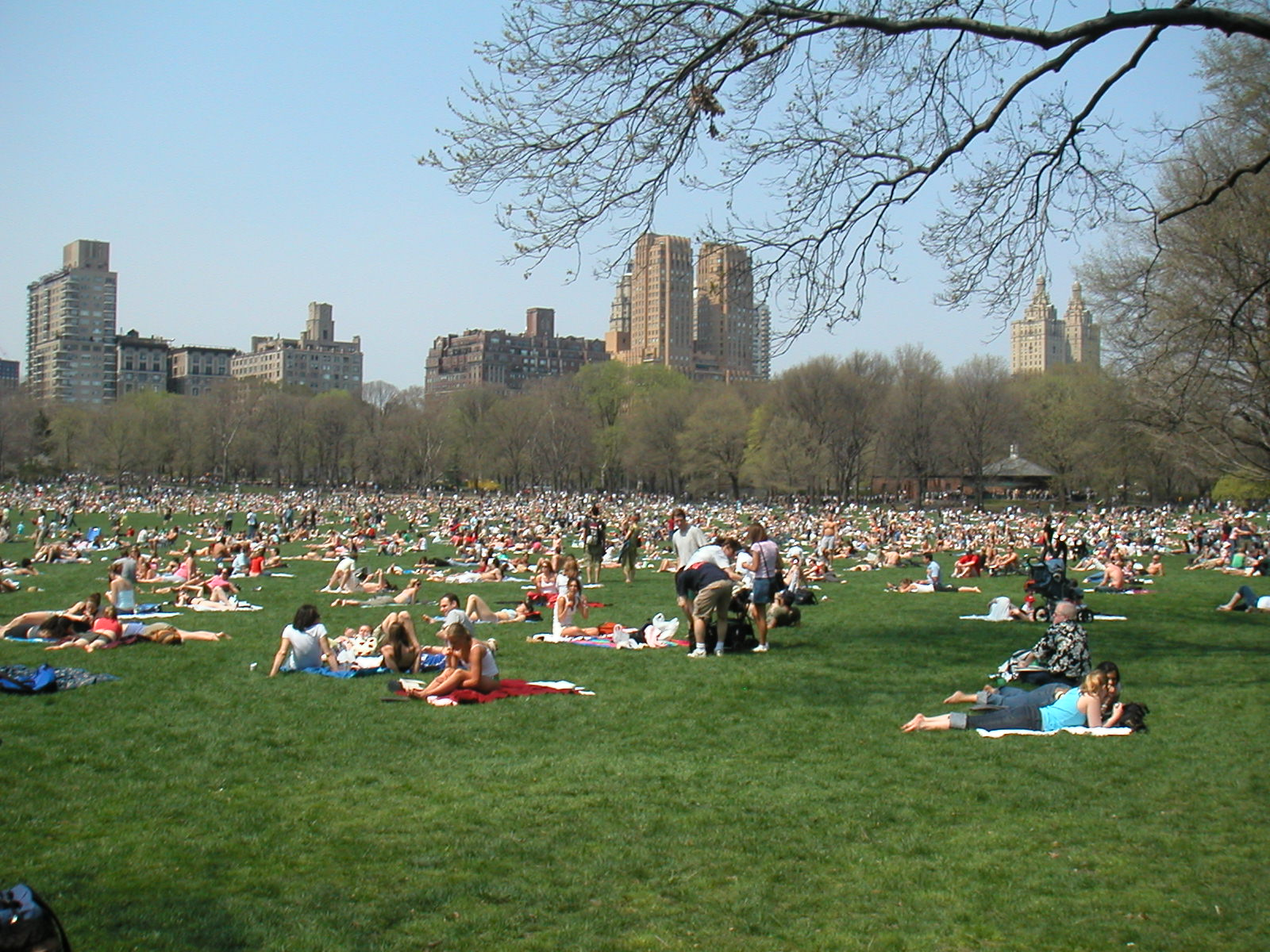
Central Park és molt sovintejat pels Novaiorquesos i els turistes, i ha estat el 2005 un dels parcs més segurs del món.

Tot i que és sovint considerat com una oasi de tranquil·litat al cor de «la ciutat que no dorm mai», Central Park ja ha estat en el transcurs de la seva història un lloc molt perillós, i en conseqüència poc freqüentable, sobretot després de la caiguda de la nit. Va ser així un lloc de tensions ètniques als segles XIX i XX. El parc, com la majoria dels espais verds de la ciutat, és molt més segur avui, sobretot d'ençà l'aplicació de la política de tolerància zero portada per Rudolph Giuliani, però en una època, era reputat com un lloc on les violacions i les agressions diverses eren freqüents. El 2005, el parc s'havia fet així el parc urbà més segur del món. Tanmateix, els guies turístics desaconsellen sempre passejar-s'hi a la nit.
Per tal de garantir el millor possible la seguretat dels visitants, el parc té avui el seu propi departament de policia (que utilitza un centenar de policies regulars i de ciutadans voluntaris), lligat al New York City Police Department. Tanmateix, el parc no és totalment vigilat més que fins a les nou del vespre. D'ençà que el parc ha tornat a ser un espai segur per als 25 milions de visitants anuals, la majoria dels prejudicis s'han esvaït, i les mesures de seguretat reforçades d'ençà l'any 2005 han permès mantenir la criminalitat mitjana a menys d'un centenar d'actes anuals, mentre que se n'enumerava fins a mil anualment en els anys 1980. A més a més, la majoria dels crims que s'hi cometen afecten ara persones que ja es coneixen, mentre que en el passat, les agressions arbitràries eren més nombroses.
Entre els crims més «cèlebres» comesos a Central Park, es pot citar el de 1986, on una noia va ser assassinada en el transcurs d'un «Preppy Murder» (o homicidi BCBG), escanyada pel seu amant a l'East Meadow, el de 1997 on un adolescent va apunyalar un home i va llançar el seu cadàver a la bassa del sud del parc, o fins i tot el de 1989 on una dona jove va ser trobada morta en el Harlem Meer.

## Celebritats

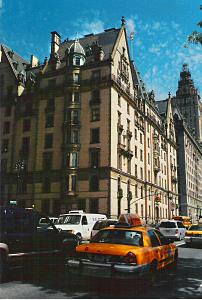
L'immoble «The Dakota», on hi han viscut nombroses celebritats.

Els immobles de l'Upper West Side, situats a la vora del parc són entre els edificis més considerats de New York, i igualment entre aquells dels quals el lloguer és el més elevat de Manhattan. Entre aquestes cèlebres construccions, «The Dakota», situat a l'altura del carrer 72, ha estat la casa de nombrosos artistes cèlebres, entre els quals Lauren Bacall, Judy Garland i John Lennon. Altres immobles reputats estan igualment situats a la proximitat de Central Park: els San Remo Apartments, l'Eldorado, el Beresford i el Majestic, tots construïts per Emery Roth. John John Kennedy, el fill del President, venia jugar al frisbee a Central Park. El cantant dels Beatles John Lennon va ser per la seva part assassinat davant el Dakota Building, l'immoble on residia, prop de Central Park el 1980. Yoko Ono també hi vivia i es passejava sobre l'esplanada del Strawberry Fields dedicada a John Lennon. Avui, els visitants prestigiosos del parc compten a Woody Allen o fins i tot Michael Douglas. Assenyalem també que l'actor Richard Kind s'ha casat a Central Park.

## El parc a les arts i la literatura

### Escultures
Encara que Frederick Law Olmsted s'oposi a l'exposició d'un nombre massa important d'escultures, vint-i-nou escultures s'han reunit al parc d'ençà la seva creació, la majoria havent estat ofertes per organitzacions o particulars (i no per la ciutat de New York). La majoria de les estàtues originals representaven escriptors o poetes i eren agrupades al llarg d'una porció d'un passeig principal (The Mall), que va ser així sobrenomenada el «Passeig literari» (Literary Walk). Entre els monuments del Mall hi ha el dedicat a Cristòfor Colom, obra de Jeroni Suñol (1892). Els escultors més coneguts que han treballat per al parc són Augustus Saint-Gaudens i John Quincy Adams Ward.
L'escultura més impressionant del parc és el King Jagiello Monument, en memòria de l'antic rei de Polònia, Ladislas II Jagellon, situada prop del Turtle Pond. Al nord del "riu dels velers" (sailboat pon) un grup escultòric de considerables dimensions representa Alícia asseguda sobre un bolet envoltada per altres personatges d'Alícia al país de les meravelles. És una obra de Josep de Creeft dedicada a Margarita Delacorte (1959). A l'alçada de la Cinquena Avinguda, a l'est del parc, un immens monument realitzat per Robert Graham el 1997 ret homenatge a Duke Ellington, cèlebre músic americà. L'Àngel de les Aigües (Angel of waters) que trona sobre la font de Bethesda Terrace, realitzat per Emma Stebbins el 1873, va ser la primera contribució pública d'una dona escultor a Amèrica.
El 1926 l'estàtua del gos de trineu Balto es va fer molt popular, i lloc molt preuat pels turistes. Aquest heroi caní va participar el 1925 en el transport d'un sèrum antidiftèric entre dues ciutats d'Alaska, Anchorage i Nome, on s'havia manifestat una epidèmia. Central Park té igualment una de les dues «Agulles de Cleòpatra». Aquestes obres de granit rosa, d'una vintena de metres d'alçada, són obeliscs egipcis datant de 1500 abans de JC i erigides a Héliopolis sobre l'ordre de Tuthmosis III (la seva adjudicació a Cleòpatra no és doncs més que pura llegenda). Un d'aquests dos obeliscs es troba a Londres, l'altra ha estat oferta a la ciutat de New York per Ismaïl Pacha, Khedive d'Egipte, i ha estat instal·lada a Central Park el 22 de febrer 1881.

### Pintura, fotografia i arts plàstiques
- William Merritt Chase ha pintat una vista de Central Park el 1889.

- El 1965, Pierre Alechinsky representa Central Park en pintura acrílica.

- El fotògraf Elliott Erwitt ha pres clixés de gossos en Central Park el 1974.

- The Gates concebudes per Christo i Jeanne-Claude el 2004 i 2005 hi han estat presentades durant setze dies del 12 al 28 de febrer de 2005. Va ser un recorregut de 37 quilòmetres a través de Central Park, puntuat de 7500 pòrtics, alçàries d'aproximadament cinc metres, col·locats a quatre metres d'interval i tibats d'una cortina de teixit vinil de color taronja-safrà. Aquesta instal·lació va trobar un gran èxit, tot i que certes polèmiques sobre el seu cost (encara que completament encarregat pels artistes) o el seu impacte sobre la imatge del parc van veure la llum.

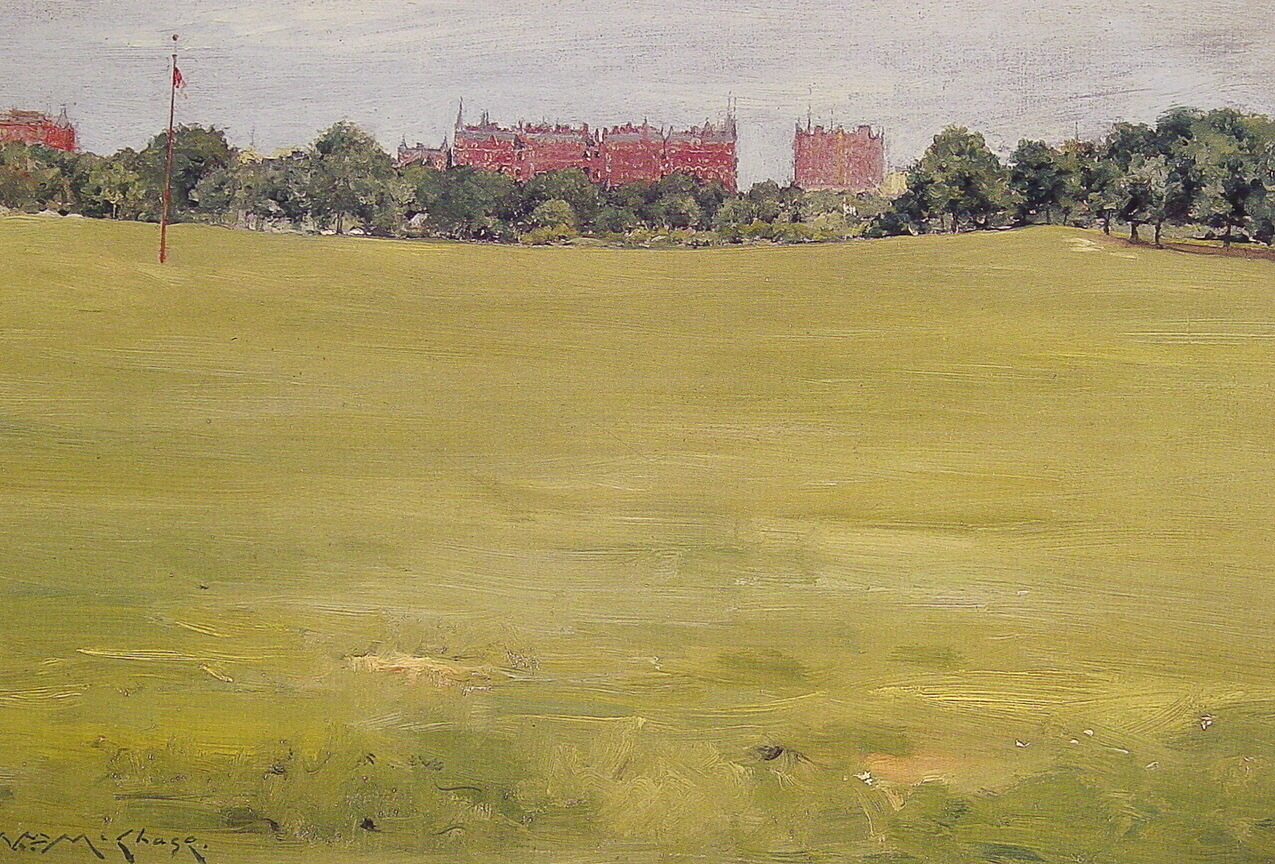
William Merritt Chase, View from Central Park (1889)
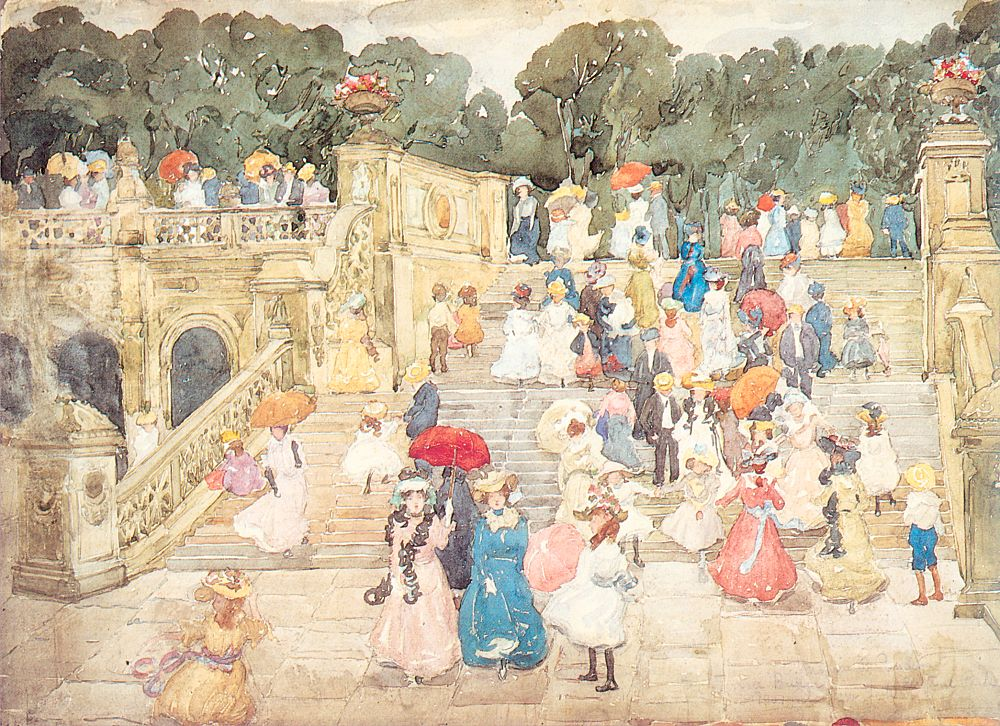
Maurice Prendergast, The Mall Central Park (1901)
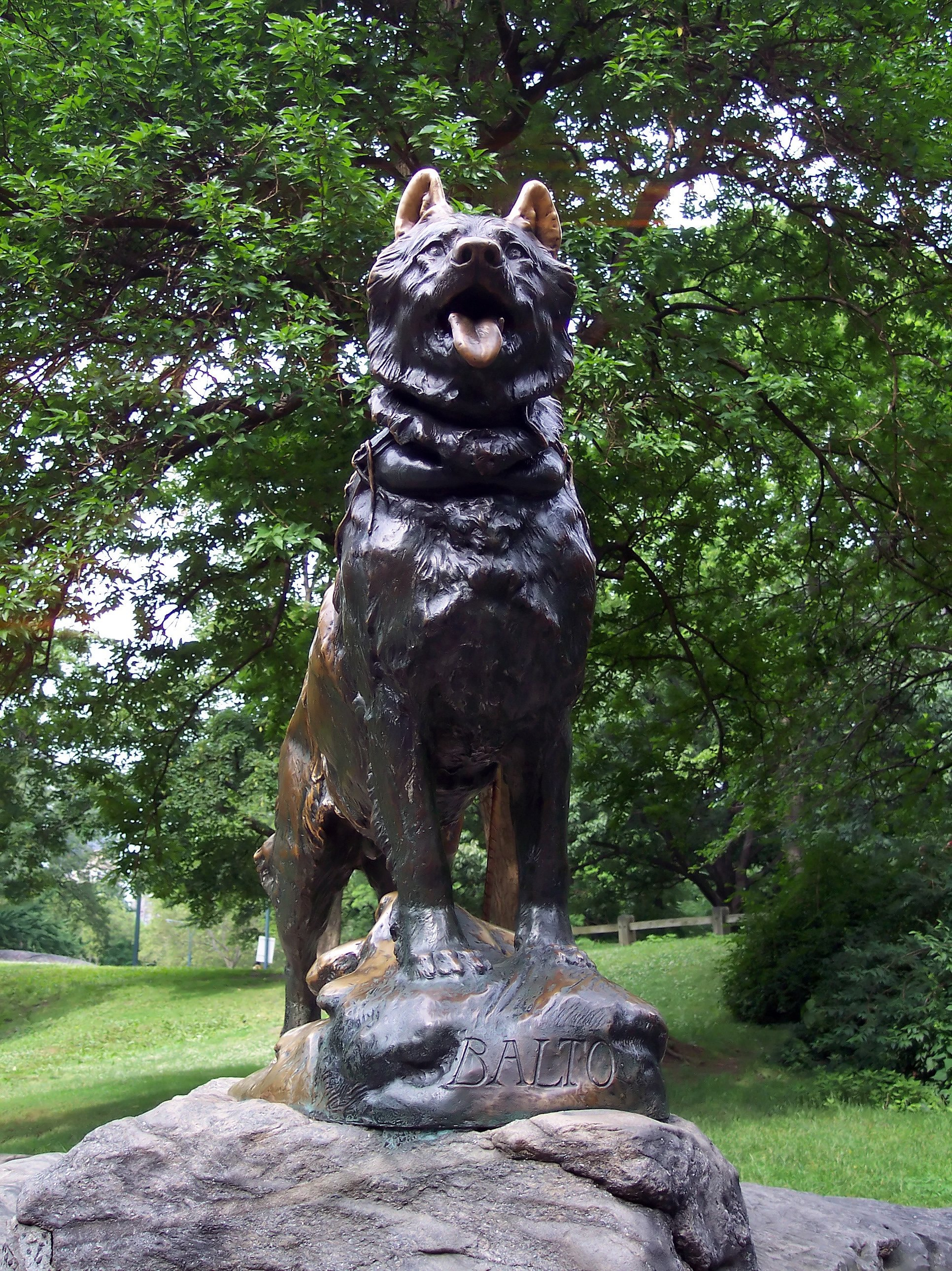
Escultura de Balto (1925) per Frederick George Richard Roth
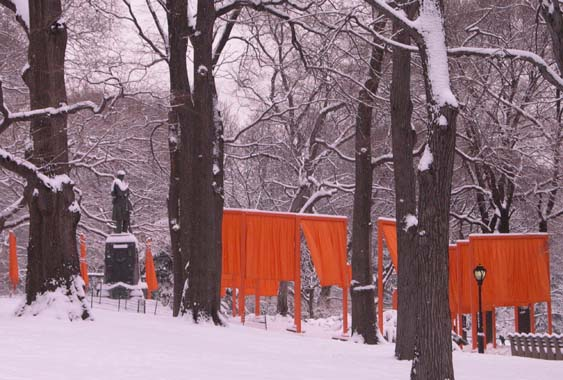
The Gates sota la neu, Central Park (2005)

### Literatura
- L'autor dramàtic Edward Franklin Albee, va escriure el 1959 The Zoo Story, una peça d'un sol acte en la que dialoguen un rodamón i un quadre novaiorquès a un banc de Central Park.

- El 1967, el poeta canadenc Leonard Cohen canta en públic a Central Park en companyia de Judy Collins.

- L'autor Evan H Rhodes publica el 1975 "El príncep de Central Park", novel·la que descriu la vida d'un nen d'11 anys al parc.

- El Festival Shakespeare in Central Park té lloc cada estiu al Delacorte Theater.

### Cinema i televisió
Central Park, en tant que símbol universal de Big Apple ha aparegut i continua apareixent a molt nombroses produccions cinematogràfiques, així com a molt nombroses sèries de televisió.

### Música
- Central Park ha acollit i continua acollint nombrosos concerts:

- - El 1970, el director d'orquestra Dean Dixon es va produir davant 75000 oients
  - El 1973, Carole King va fer un concert gratuït a l'aire lliure, a Central Park que va atraure més de 100000 persones.
  - Concert de Simon and Garfunkel el 1981 (500000 persones)
  - Ernest Ranglin el 1996
  - Sheryl Crow el 1999
  - Dave Matthews Band el 2003
  - Julian Casablancas el 2005
  - festival d'estiu de Central Park

- Central Park in the dark composta el 1906, és una de les obres més cèlebres del compositor americà Charles Ives.

- El primer àlbum de Nina Simone, Jazz as played in an exclusive side street club, tret el 1958, conté un títol anomenat Central park blues.

- Central Park inspira igualment els cantants francesos: l'àlbum Nougayork de Claude Nougaro tret el 1987 conté una cançó titulada Un écureuil à Central Park. Francis Maggiulli ha titulat un dels seus àlbums Central Park.

### Videojocs
- Central Park és força present al videojoc Alone in the Dark on es desenvolupa la majoria de la història.